# Bandolero
Bandolero (Originaltitel: Bandolero!) ist ein Western aus dem Jahr 1968. Die US-amerikanische Produktion entstand unter der Regie von Andrew V. McLaglen. In den Hauptrollen sind James Stewart, Dean Martin, Raquel Welch und George Kennedy zu sehen.

## Handlung
Als der ehemalige Nordstaatenoffizier Mace Bishop zufällig erfährt, dass sein jüngerer Bruder Dee Bishop mit seiner Gaunerbande in Val Verde hingerichtet werden soll, überfällt er unterwegs den Henker und übernimmt dessen Identität, um die Bande während der Hinrichtung zu befreien. Während diese flüchtet und von der ganzen Stadt verfolgt wird, raubt Mace noch die Bank aus. Dees Bande nimmt während der Flucht die reiche junge Witwe Maria Stoner als Geisel und zieht mit ihr über die Grenze nach Mexiko.
Sheriff Johnson, selbst in Maria verliebt, reitet mit zehn Leuten über die Grenze. Die Männer ahnen, dass er nicht hinter der Bande, sondern hinter der Frau her ist, einige kehren um.
Dee muss auf der Flucht Maria vor den Zudringlichkeiten seiner rohen Kumpane in Schutz nehmen. Mace stößt zu ihnen, und die Brüder sprechen sich über einige ihrer vergangenen Konflikte aus. Mace macht Dee das Angebot, sich gemeinsam auf einer Ranch in Montana zur Ruhe zu setzen.
Als die Bande in der verlassenen Stadt Sabinas einige Tage rastet, findet Dee heraus, dass Maria sich mittlerweile in ihn verliebt hat, was Mace sehr freut, da es Dee immer an Selbstbewusstsein gemangelt habe. Gleich darauf werden die Flüchtigen jedoch von Johnson, der Sabinas mit seinen Männern umzingelt hat, überrascht und festgenommen. Doch als die Gruppe am nächsten Tag während ihrer Rückreisevorbereitungen von Bandoleros (mexikanischen Banditen) überfallen wird, muss Johnson die Gefangenen zwecks gemeinsamer Verteidigung wieder losbinden. Als Dee Maria vor einer Vergewaltigung durch den mexikanischen Bandenchef bewahrt, wird er selbst tödlich verletzt; Mace bekommt einen Schuss in die Brust, an dem er auch kurz darauf stirbt. Die Bandoleros fliehen nach dem Tod ihres Chefs.
Maria hatte Sheriff Johnson am Vorabend bereits gesagt, dass sie seine Liebe nicht erwidert. Gemeinsam begraben sie die Gefallenen; auch Johnson hat vor den Bishop-Brüdern mittlerweile Achtung bekommen. Dann reiten sie zurück über die Grenze.

## Synchronisation
Regie: Dietmar Behnke
| Rolle             | Darsteller     | Synchronsprecher   |
| ----------------- | -------------- | ------------------ |
| Mace Bishop       | James Stewart  | Siegmar Schneider  |
| Dee Bishop        | Dean Martin    | Klaus Miedel       |
| Maria Stoner      | Raquel Welch   | Renate Küster      |
| July Johnson      | George Kennedy | Arnold Marquis     |
| Roscoe Bookbinder | Andrew Prine   | Randolf Kronberg   |
| Pop Chaney        | Will Geer      | Herbert Grünbaum   |
| Babe Jenkins      | Clint Ritchie  | Klaus Sonnenschein |
| Muncie Carter     | Denver Pyle    | Robert Klupp       |
| Joe Chaney        | Tom Heaton     | Christian Brückner |
| Robbie O’Hare     | Sean McClory   | Manfred Grote      |
| Ossie Grimes      | Guy Raymond    | Gerd Martienzen    |
| Mr. Stoner        | Jock Mahoney   | Curt Ackermann     |

## Kritiken
- Joe Hembus urteilt, der Film sei „aus der Abteilung ‚Letzte Auftritte der müden Helden‘ mit viel Geschwätz und Anleihen beim Italo-Western.“[1]
- Phil Hardy nennt ihn einen „uneinheitlichen Film“, der „zu gleichen Teilen von den grundsätzlichen Wahrheiten von John Ford und von der Gewalt des modernen Westerns“ beeinflusst sei.[2]
- Lexikon des internationalen Films: „Trotz Starbesetzung eine reichlich müde Mischung aus klassischem und Italowestern in sehr uneinheitlicher Inszenierung.“[3]
- Evangelischer Filmbeobachter: „Ein US-Western in kraftvoll zupackender Inszenierung, gut gespielt und fotografiert, aber durch eine vorwiegend sympathische Darstellung der zwiespältigen Hauptpersonen für jüngere Besucher nicht ohne Gefahr. Besser erst ab 18 Jahren.“[4]